# I've Got a Feeling
«I've Got a Feeling» es una canción de The Beatles, incluida en el álbum Let It Be de 1970, y en la remezcla del mismo en 2003, Let It Be... Naked.
La canción es la combinación entre dos canciones incompletas: "I've Got a Feeling", de Paul McCartney, "Everybody Had a Hard Year" compuesta por John Lennon en las sesiones del Álbum blanco.
Con la voz de Lennon aislada durante la producción del documental Get Back de Peter Jackson, McCartney interpretó la canción en vivo como un dúo virtual en su gira Got Back de 2022.

## Composición
La canción incompleta "I've Got a Feeling" de McCartney fue escrita para su novia Linda Eastman, con la que se casaría al poco tiempo, diciéndole que ella era la chica que él siempre había buscado. La canción de Lennon es una letanía en la cual cada línea empieza con la palabra "everybody" ("todo el mundo").
Aunque la canción de McCartney era bastante optimista, Lennon había tenido un mal año: se divorció de Cynthia Powell, se separó de su hijo Julian, su novia Yoko Ono tuvo un aborto natural, fue arrestado por posesión de drogas, y estaba cada vez más descontento en el grupo.
En la película "Let It Be", Lennon dijo bromeando que compuso "Everybody Had a Hard Year" la noche antes.

## Versiones
- Billy Preston, que grabó los teclados en la original, la versionó en su álbum de 1970 Encouraging Words, junto a George Harrison y Eric Clapton a las guitarras, Keith Richards al bajo, y Ginger Baker a la batería.
- En la banda sonora del manga japonés de 2004 Beck.
- Pearl Jam, en la edición japonesa de su álbum Ten, y en 25 conciertos entre 1991 y 1994.
- La banda Tesla, en su álbum de versiones Real to Reel.
- La banda serbia de new wave Električni orgazam.

## Personal[1]
- Paul McCartney - voz, bajo (Höfner 500/1 63´).
- John Lennon - voz, guitarra rítmica (Epiphone Casino).
- George Harrison - guitarra principal (Fender Rosewood Telecaster).
- Ringo Starr - batería (Ludwig Hollywood Maple).
- Billy Preston - piano eléctrico (Fender Rhodes).